# Christian O. Aagaard
Christian Overdal Aagaard (født 22. januar 1937 i Hjallerup, død 8. januar 2022) var en dansk politiker. Han sad i Folketinget for Det Konservative Folkeparti fra 1984 til 1994 og igen fra 1997 til 1998. Han var medlem af byrådet og viceborgmester i Silkeborg Kommune og medlem af Århus Amtsråd.
Aagaard blev født 1937 i Hjallerup som søn af førstelærer Jens Karsten Aagaard og hustru Ane Kathrine Aagaard. Han havde realeksamen fra Dronninglund Realskoke i 1953 og blev uddannet i tekstilbranchen 1953-1957. I 1971 blev han merkonom i markedsføring. Aagaard blev i 1958 ansat i stormagasinet Salling i 1958, hvor han blev souschef i 1962 og afdelingschef i 1962. Han var forretningsfører i Føtex i Silkeborg 1965-1974, hvorefter han var selvstændig købmand i Favør i City Vest i Århus fra 1974 til 1981. Fra 1981 til 1984 var han indkøbsdirektør i Denfo A/S. Fra 1995 var han selvstændig virksomhedskonsulent.
Aagaard var kandidat til Folketinget for de Konservative i Silkeborgkredsen fra 1983 til 1997. Han blev valgt første gang til Folketinget ved 10. januar 1984 og blev siddende til valget 20. september 1994 hvor han ikke opnåede genvalg. Han indtråde imidlertid i Folketinget senere i valgperioden da H.P. Clausen nedlagde sit mandat og var igen medlem fra 1. maj 1997 til 11. marts 1998. Han var politisk ordfører for de Konsevative i Folketinget 1991-1993 og formand for Folketingets Skatteudvalg 1993-1994.
Kommunalpolitisk var Aagaard medlem af Århus Amtsråd i 1981 og derefter byrådsmedlem i Silkeborg Kommune fra 1982 til 2002. Han var viceborgmester i kommunen fra 1982 til 1986. Han var igen medlem af Århus amtsråd i valgperioden 1998-2002. Aagaard meddelte i 2000, da han var 63 år, at han ville stoppe som aktiv politiker ved næste amtsrådsvalg for at få mere tid til  familie og hobbyer.